# István Kiss
István Kiss (Biharillye, 8 de juny de 1927 - Budapest, 29 de desembre de 1997) va ser un escultor hongarès i membre del Comitè Central del Partit Socialista Hongarès dels Treballadors entre 1975 i 1989. 

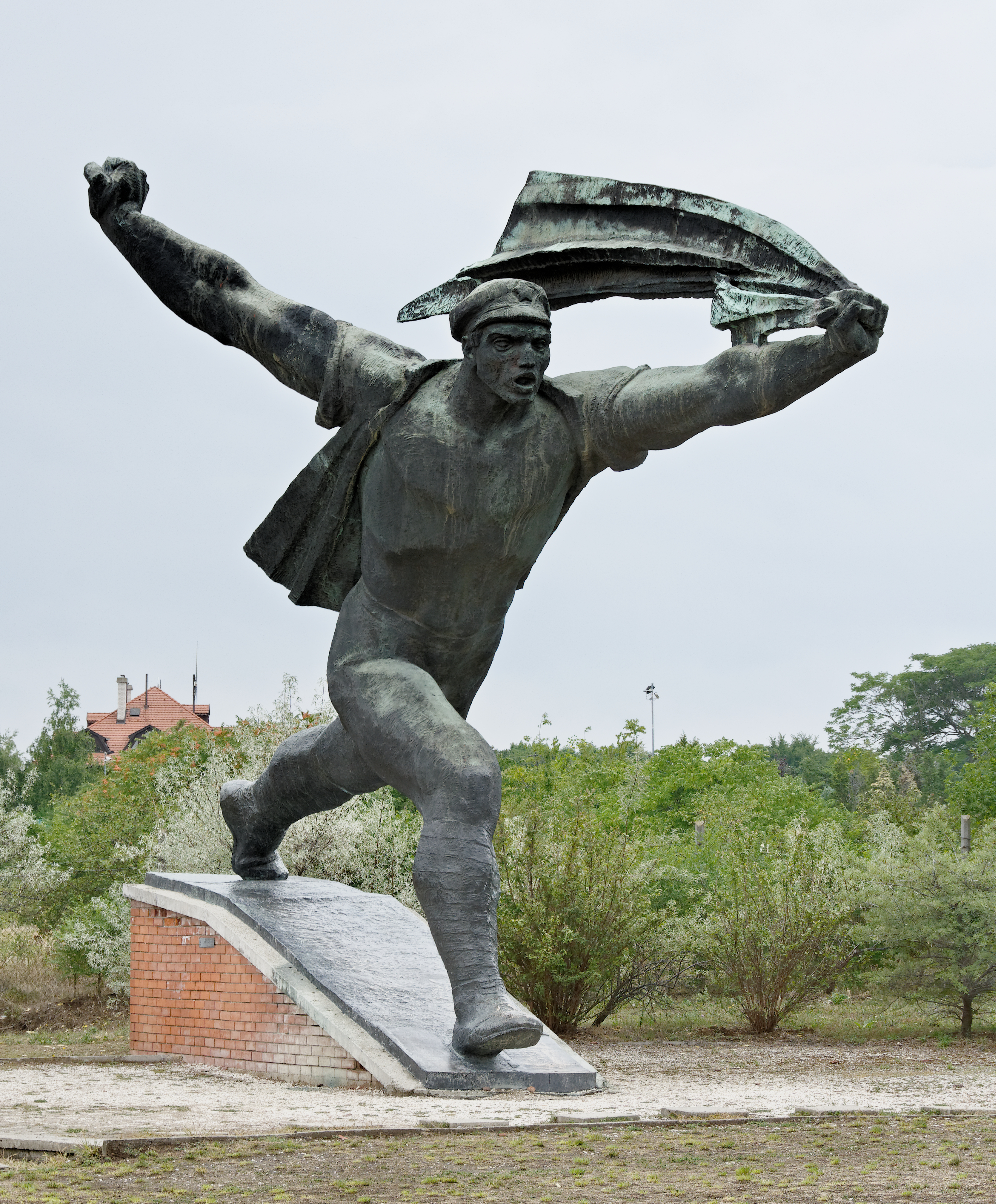
Monument a la República dels Consells al Parc Memento Park

Kiss va assistir a l'escola secundària a Nagyszalonta i Újpest. El 1946 va ser alumne d'András Kocsis i Imre Kovács Turáni. Del 1948 al 1953 va ser alumne de Zsigmond Kisfaludi Strobl i Pál Pátzay a la Universitat Hongaresa de Belles Arts.